# Gülpe
Gülpe ist ein Ortsteil der Gemeinde Havelaue im Landkreis Havelland in Brandenburg. Er liegt direkt am Gülper See und grenzt an einen Havelarm. Es leben dort rund 160 Menschen.

## Bauten und Geschichte
Im Westen der Gemarkung Gülpe, unmittelbar an der Havel, befindet sich ein slawischer Burgwall, der Pilatsch, der Burgstall einer vormaligen hölzernen Niederungsburg aus dem Frühmittelalter.
1441 wurde Gülpe erstmals urkundlich erwähnt. Um 1725 war es im Besitz der Adelsfamilie von der Hagen. Das Dorf brannte am 27. August 1767 infolge von Unachtsamkeit vollständig ab.
Die Backstein-Dorfkirche des wiederaufgebauten Fischerdorfes stammt aus dem Jahr 1885. In der Kirche befindet sich eine vollständig erhaltene Orgel des Wittstocker Orgelbauers Friedrich Hermann Lütkemüller, die aber nicht mehr spielbar ist.
Im Zweiten Weltkrieg wurden 33 Männer als Soldaten eingezogen, davon sind 17 Soldaten gefallen. Vor dem Krieg lebten in Gülpe etwas über 100 Menschen. Im Mai 1945 lebten in Gülpe über 400 Menschen. Neben Gülpern lebten im Dorf Ausgebombte, Flüchtlinge aus den deutschen Ostprovinzen, Schwarzmeerdeutsche, jeweils etwa 20 Fremdarbeiter und Kriegsgefangene. Anfang Mai 1945 zogen deutsche Soldaten einzeln oder in Gruppen durch den Ort, um auf einer in den letzten Apriltagen gebauten Behelfsbrücke die Havel zu überqueren, um die Elbe zu erreichen und bei den Amerikanern in Kriegsgefangenschaft zu kommen. Vor dem Übergang über die Havel warfen viele Soldaten ihre Waffen und Munition weg. Ein zurückgelassener Verpflegungswagen wurde von Gülpern geplündert. Gülpe besetzte eine polnische Einheit. Es kam zu massiven Verbrechen. Mehrere Männer, darunter der Ortsgruppenführer der NSDAP, starben. Zwei Frauen erhängten sich. Es kam zu Einzel- und Gruppenvergewaltigungen. Im Sommer 1945 übernahm eine sowjetische Einheit den Ort. Es kam zu weiteren Vergewaltigungen.
Siehe auch Liste der Baudenkmale in Havelaue.
Bis zum 31. Dezember 2001 war Gülpe eine eigenständige Gemeinde.

## Sonstiges
Gülpe gilt als einer der Orte in Deutschland mit der geringsten nächtlichen Lichtverschmutzung, so dass der Ort mit dem Naturpark Westhavelland 2014 als erster deutscher Sternenpark ausgewiesen wurde.
In Gülpe besteht eine ökologische Station der Universität Potsdam, die insbesondere der Vogelbeobachtung am Gülper See dient.